# Veduta di Venezia
Venetie MD (ovvero Venezia 1500) più nota come Veduta di Venezia è una grande mappa prospettica della città (134,5 x 282 cm), realizzata come una veduta a volo d'uccello, realizzata da Jacopo de' Barbari tra il 1498 e il 1500, incisa in xilografia e pubblicata da Anton Kolb appunto nel 1500. La condizione eccezionale è che si trattò della ricostruzione prospettica di una visione dell'ambiente, allora impossibile, dall'altezza di circa 500 metri. Fattore che la distingueva delle precedenti vedute di Roma e Firenze per opera di Francesco Rosselli che poterono essere realizzate grazie all'osservazione dai punti di vista elevati circostanti. La precisione dell'opera, che raffigura con esattezza la situazione architettonica cittadina degli edifici cittadini, consente la ricostruzione storica all'inizio dello scadere del XV secolo, proponendo anche gli edifici che vennero poi rimossi e distrutti o modificati nei periodi successivi e già a partire dalla renovatio iniziata negli anni trenta del XVI secolo.

## Storia

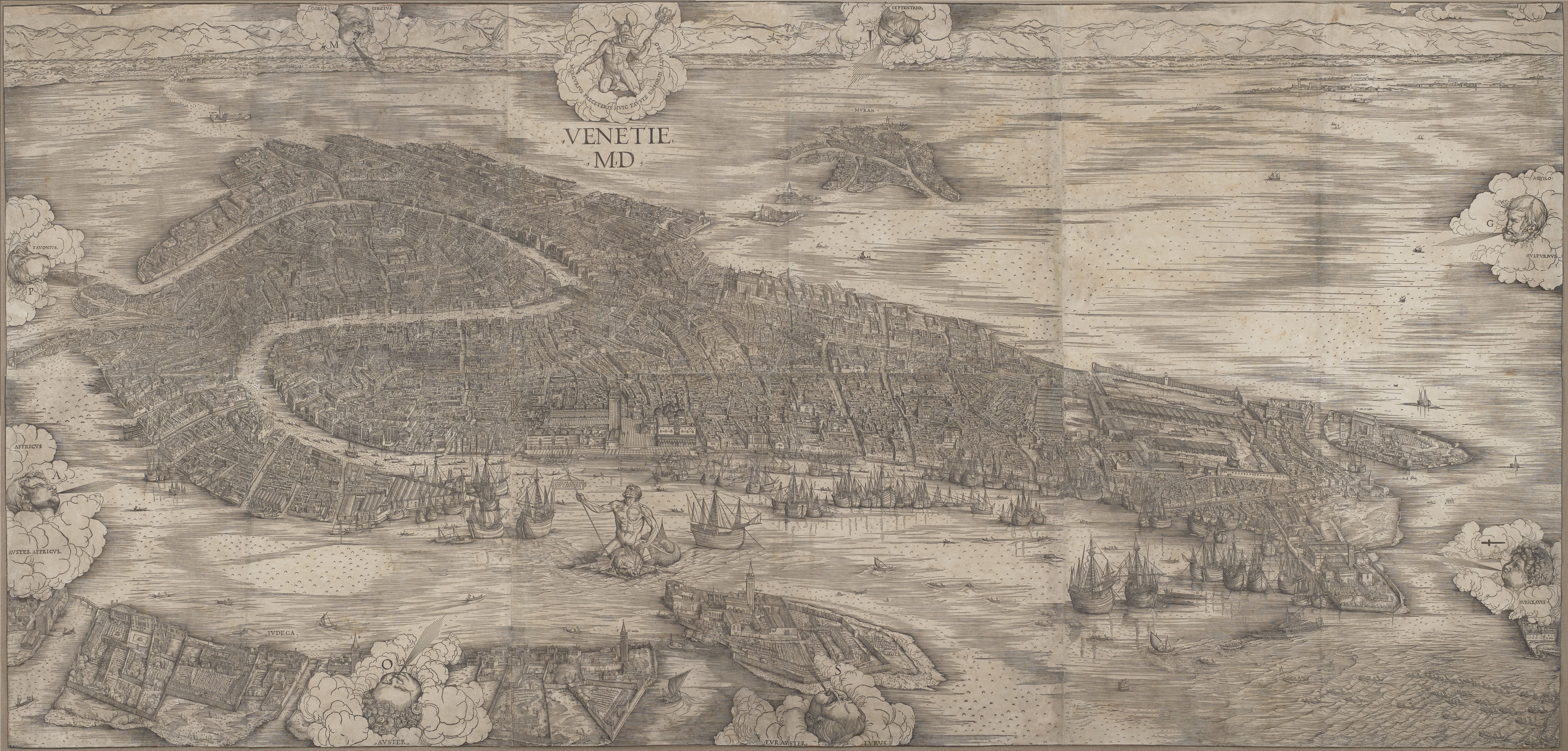
Jacopo de' Barbari, Venetie MD, xilografia, 1500, primo stato stampato su sei fogli, Minneapolis Institute of Art

Jacopo de' Barbari, veneziano di nascita, aveva già realizzato alcune xilografie nel 1496-1497 tra cui le grandi e affollate Battaglia fra gli uomini nudi e satiri (385 x 538 mm)), e Trionfo degli uomini nudi sui satiri (328 x 1312 mm), che gli avevano conferito una certa notorietà. Si può supporre a posteriori che nel 1497 fosse già stato incaricato dal mercante norimberghese Anton Kolb, molto attivo a Venezia, dell'ambiziosa realizzazione di una mappa prospettica della città. De' Barbari e Kolb erano già in stretto rapporto e lo mantennero poi a lungo infatti vennero citati nel 1504 alla corte dell'imperatore Massimiliano dove l'artista che fu introdotto proprio dal norimberghese.

Non abbiamo altre notizie del lavoro fin quando, alla fine dell'ottobre 1500, Marin Sanudo annotò nei suoi Diarii:
Infatti il mercante tedesco Anton Kolb, aveva presentato per tempo una supplica per la concessione del privilegio di stampa esclusivo dell'opera che stava pubblicando, compresa la richiesta di esenzione dei dazi per poter più agevolmente recuperare i cospicui investimento protratti per tre anni:
È da prendere con prudenza il fatto che venisse definita come prima opera del genere: anche se soltanto le fonti rinascimentali ci tramandano delle due vedute di Venezia dipinte e perdute una di Leon Battista Alberti, l'altra di Jacopo bellini, non è escluso che il de' Barbari non vi sia ispirato o non ne abbia tenuto conto.
I Consiglieri Ducali comunque accolsero la richiesta e deliberarono:
Gli atti documentari sono chiarissimi per quanto riguarda l'editore Anton Kolb e per quanto concerne la durata di tre anni nella sua esecuzione e l'impegno profuso e anche il conseguente considerevole prezzo di vendita. Naturalmente, per quel tempo, sono assolutamente silenziosi nell'attribuzione dell'opera. 

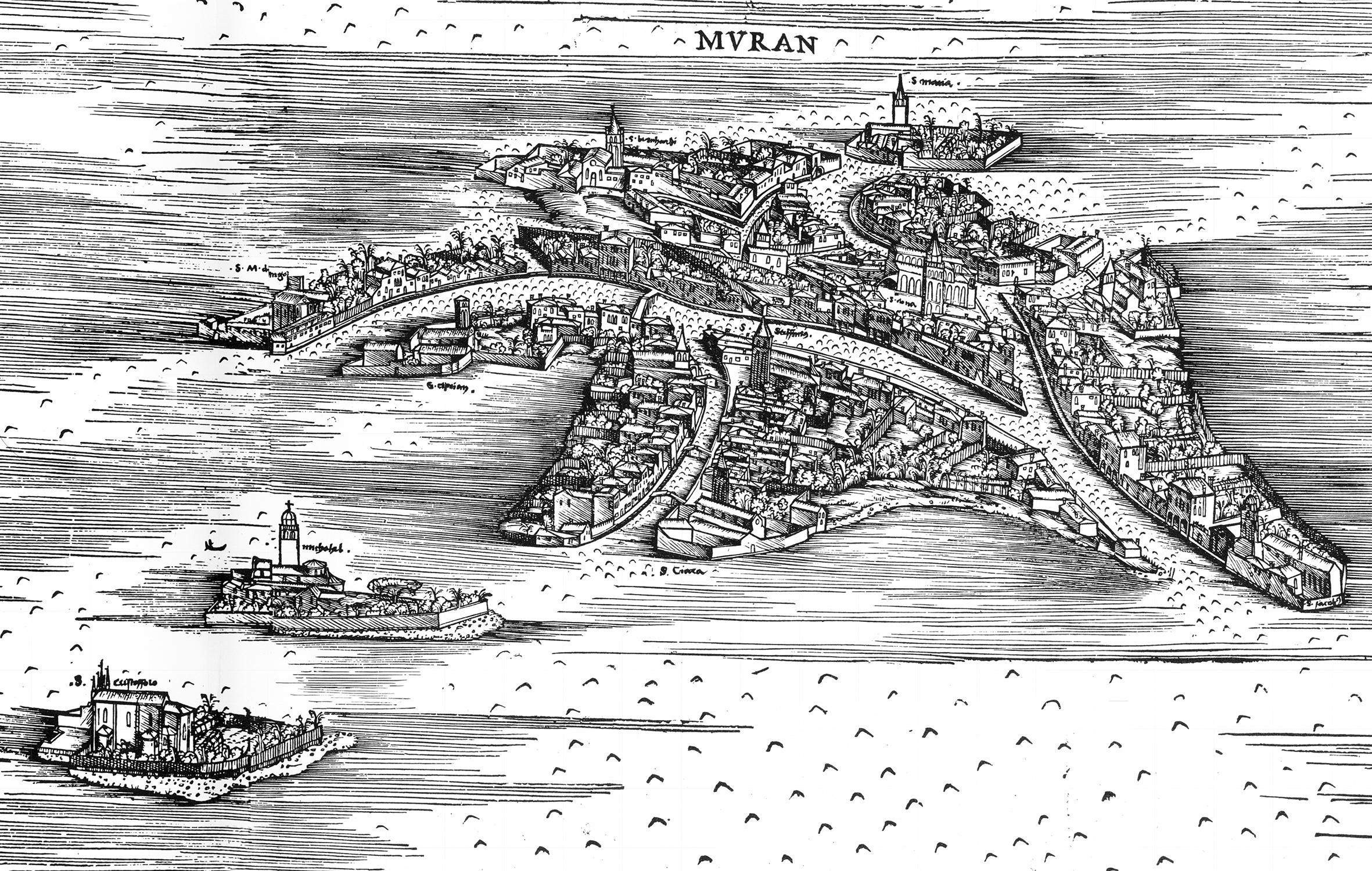
Particolare di Murano con le isolette, allora separate, di San Michele e San cristoforo

La mancanza di informazioni sull'autore portò alla sua attribuzione al più grande incisore del periodo, Albrecht Dürer, che aveva soggiornato a Venezia due volte ma non nel periodo interessato all'esecuzione dell'opera. Questa attribuzione è documentata a partire dagli inizi del Seicento per poi protrarsi a quasi tutto l'Ottocento. Un primo isolato dubbio sull'assegnazione risale al 1781 e fu proposto dal collezionista Francesco Algarotti, che rilevava nella conformazione delle figure un carattere sicuramente classico a «imitazione delle antiche greche statue», e indicava Andrea Mantegna o la sua bottega come esecutore. Fu solamente verso la fine del XIX secolo, dopo la prima proposta in questo senso di Ernst Harzen nel 1855, che con gli studi atti a ricostruire la personalità del Maestro del Caduceo si arrivò a identificarlo unanimemente con Jacopo de' Barbari e quindi all'attribuzione. Il primo a proporre il nome de' Barbari fu Ernst Harzen nel 1855.
Una simile impresa cartografica non fu più ripetuta a Venezia e le numerose altre vedute tra il Cinquecento e l'inizio del Settecento si risolsero in pallide imitazioni dell'originale con qualche aggiornamento e reciproche imitazioni.
Non possiamo aver idea di quale sia stato il completo percorso nella proprietà delle matrici originali. Comunque in una nota del 1758 dei Commemoriali di Pietro Gradenigo i legni «alquanto tarmati» venivano ricordati ancora a Venezia nella casa del barone Leopoldo Tassis direttore delle Poste di Fiandra. In qualche modo il collezionista Teodoro Correr riuscì poi ad acquisirli pervenendo con tutta la sua collezione al museo civico.
A questa gestione appartengono le confuse vicende circa la ristampa dai vecchi legni di quattro esemplari (due in carta e due in tela) in occasione della visita dell'imperatore Ferdinando I nel 1838. Parrebbe nella prima immediata risposta alla ignara Congregazione Municipale che all'imperatore non fosse stato donato nulla perché non aveva avuto modo di visitare il museo. Invece nel 1844 lo stesso museo rispondeva che rimaneva solamente una «prima prova imperfettissima» dacché una copia era andata all'imperatore, un'altra all'arciduca Stefano in occasione della sua visita del 1842 e una a un «altro Principe» non identificato. È interessante notare come la copia fosse stata richiesta dall'ingegnere capo del municipio Giovanni Salvadori a titolo di documentazione storica per i lavori pubblici che stava intraprendendo, quindi un suo primo utilizzo tecnico in epoca moderna.

## Descrizione
L'opera è una mappa urbana e si compone di sei matrici in legno di pero e misura 134,5 x 282 cm, descrive la città lagunare, ed è un capolavoro unico, per la qualità di esecuzione, per la ricchezza dei particolari elaborati in un lavoro di notevoli dimensioni, particolarmente dettagliato. E come accade in tutte le rappresentazioni di luoghi, che dalla fine del Trecento si fa via via più naturalistica nei dipinti, anche se quando usate come fondali tuttavia mantengono caratteri più convenzionali e ideali. Così anche, sebbene non possa essere noto lo scopo prefissato da Kolb e de' Barbari, sicuramente la mappa ha lo scopo di celebrare la città-Stato di Venezia secondo il concetto umanistico che lega le virtù alla fama. Al tempo stesso la rappresentazione della comunità veneziana, nella totale assenza degli emblemi più tradizionali — come il leone marciano — ma attraverso gli dei Mercurio e Nettuno allude a una visione profana, secondo la simbologia mitologica umanistica, piuttosto che spirituale.

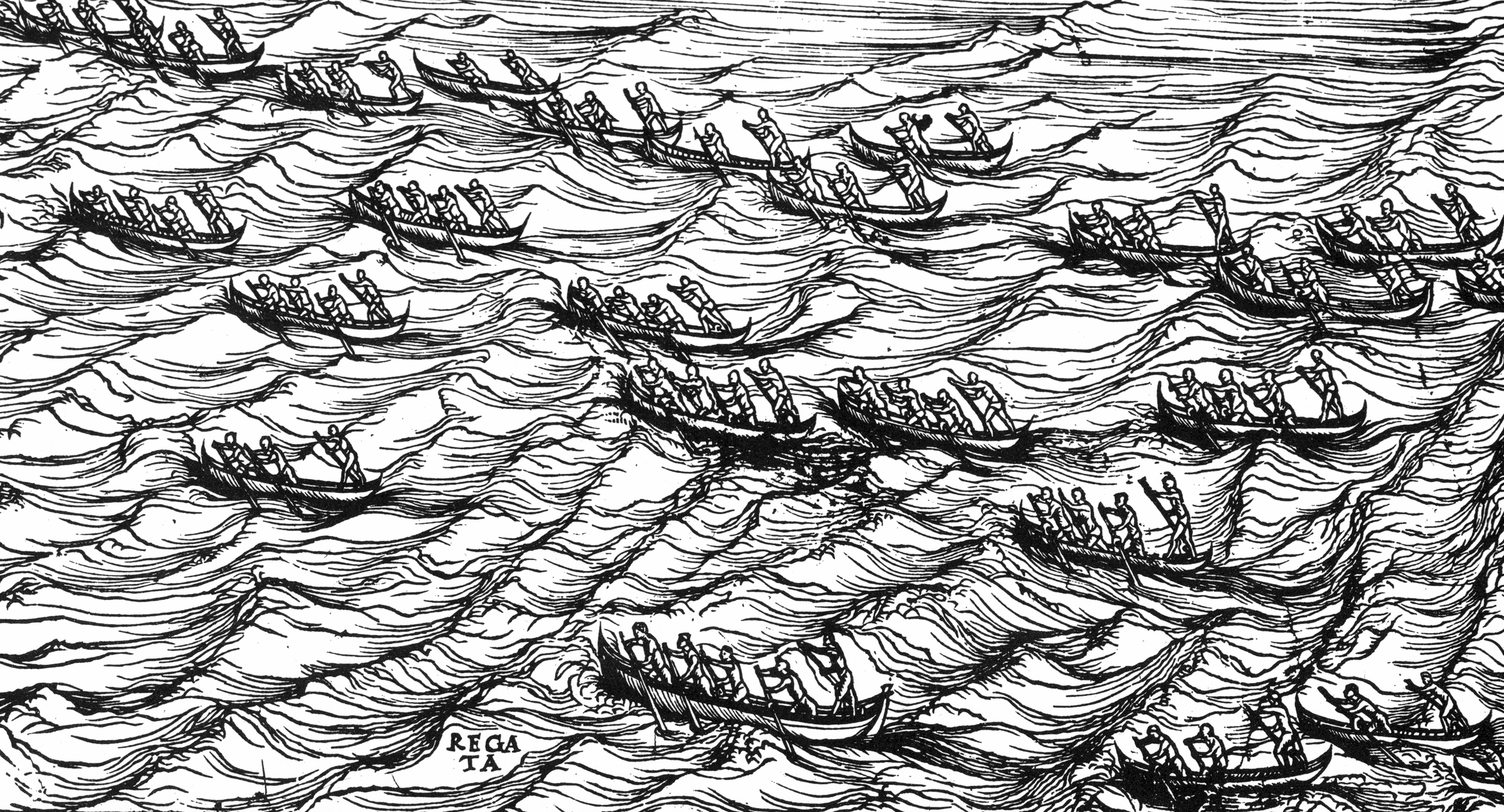
Particolare della regata

Tra le vedute cinquecentesche è sicuramente quella meglio considerata e conosciuta. La descrizione, è minuziosa anche nella riproduzione dei toponimi, con la rappresentazione delle singole insule, degli orti e giardini, delle calli e ponti, che portano a rendere visibile la forma di pesce della città storica. Interessante studio di quella Venezia che non è più presente, come il Ponte di Rialto, allora levatoio e completamente in legno, e la Piazza San Marco. Sono raffigurate ben 114 chiese e 103 campanili, e in modo preciso San Marco, la basilica dei Frari, le facciate dei palazzi in Canal Grande, anche se non vi è una vera proporzione, i campanili sono infatti rappresentati più alti rispetto alla giusta altezza, probabilmente si voleva indicare l'importanza diversa tra gli edifici.
Il paesaggio è completato, oltre la vasta laguna con le isole minori, anche da alcune parti della terraferma circostante dove vengono segnalati i nomi i centri più vicini Margera (Marghera) e Mestre. In particolare verso il nord viene identificato Serual (Serravalle), importante nodo di scambio per il commercio del Nord Europa, con il profilo delle Prealpi perfettamente riconoscibile.
La pianta è circondata da otto volti che soffiano, a personificare i venti principali, accompagnati dai nomi latini e, per lo più, dalle sigle dei nomi volgari. Potrebbero avere anche un significato ulteriore, per esempio al vento da est Subsolanus è accostata una croce latina che potrebbe essere il richiamo al baculo strumento atto al rilievo, mentre non vi è nessuna conferma che il vento Aduilo-Fulturnus (G[reco]), sia l'autoritratto di Iacopo; è stato notato che l'errata definizione del corretto nome Vuturnus potrebbe dipendere dalla trascrizione della fonetica tedesca. Il vento di sud-est Eurauster-Eurus (S[cirocco]) è raffigurato come un uomo con la calvizie a indicare un'età avanzata è stato supposto come un ritratto di Kolb, ugualmente il vento opposto che soffia da nord-ovest Corus-Circius (M[aestro]) è stato interpretato come ritratto dello stesso Kolb, che giovane giunge dal Nord Europa: così i due venti opposti sostengono l'immagine di Venezia e l'opera dell'artista. Il vento meridionale Auster (O[stro]), raffigurato con delle sembianze arabeggianti secondo la tradizione, presenta una piccola stella sul suo alito che si allinea a quella del vento opposto, il Septemptrio (T[ramontana]) dal volto bendato. Il vento da sud-ovest Auster-Affricus (ha le sembianze di un giovane, e quello da ovest Favonius (P[onente]) sempre di un ragazzo ma che sta in posizione capovolta.
Mercurio nella parte superiore attorniato dalla scritta «MERCVRIVS PRECETERIS HVIC FAVSTE EMPORIIS ILLVSTRO» (Io, Mercurio, rifulgo propizio su questo che sopravanza tutti gli altri empori). Qualcuno identifica l'autoritratto del de' Barbari nel volto di Mercurio, proprio perché regge il caduceo con il quale era uso firmarsi. Al centro del bacino di San Marco il dio del mare Nettuno a cavallo di un delfino, regge sul tridente la scritta «AEQUORA TUENS PORTU RESIDEO HIC NEPTUNUS» ("Io Nettuno, risiedo qui preservando le acque in questo porto"). Qualcuno vorrebbe che questo invece raffiguri Nicolò, nipote e collaboratore di de' Barbari.

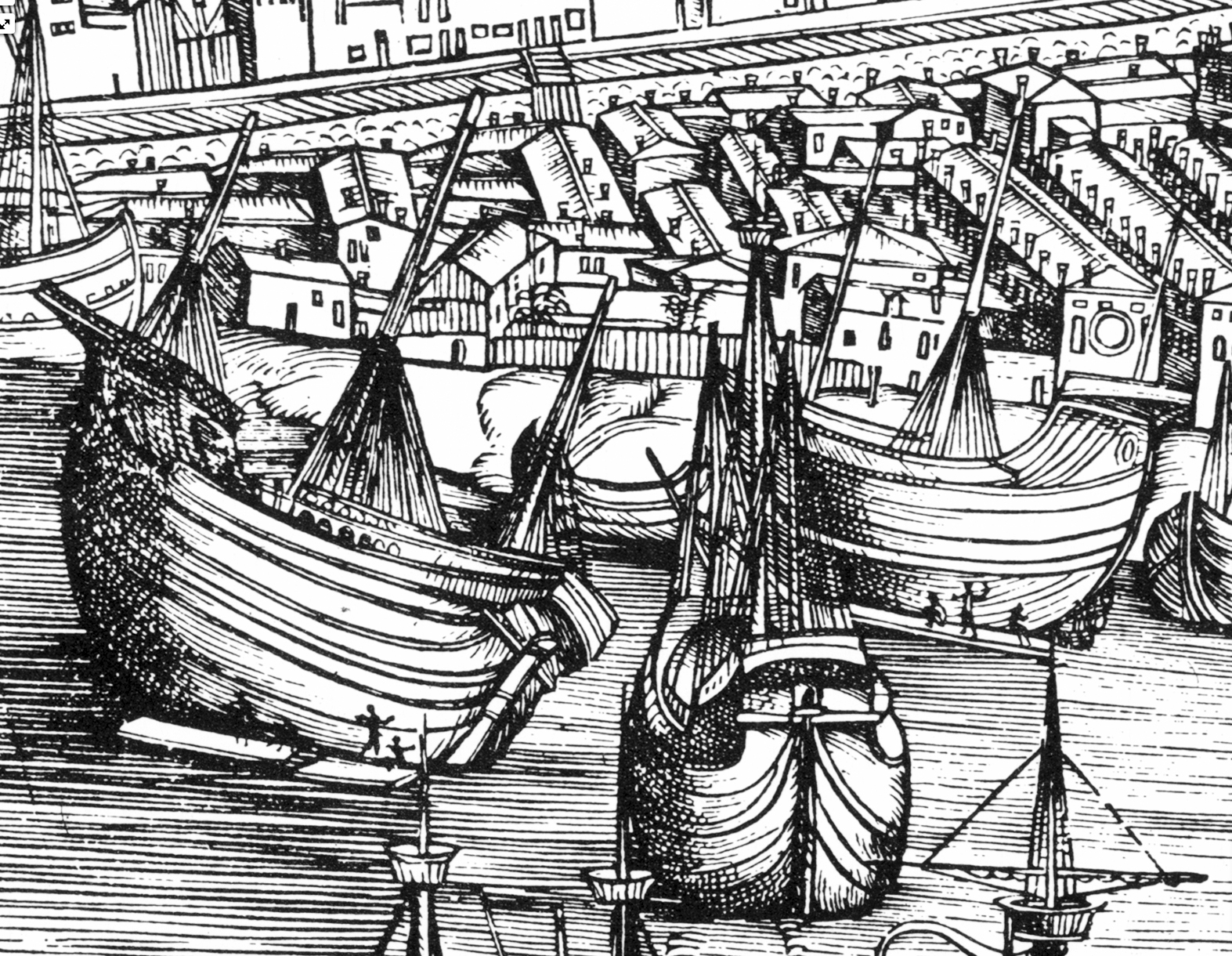
Particolare dei calafati al lavoro su due navi

La potenza marittima è sottolineata dalle numerose navi alla fonda comprese oltre a quelle da carico le navi da guerra: le caracche armate da numerosi cannoni e le veloci galee sottili. Nell'ampio Arsenale troneggia il Bucintoro tra altre galee ormeggiate o in rimessaggio o in costruzione sotto le tese.
Attorno alle navi, le acque della città sono particolarmente animate da barchette vigorosamente vogate e in basso a destra è presentata anche una regata. Si tratta di una rappresentazione in funzione quasi di legenda per agevolare la riconoscibilità dei canali minori. Invece il suolo calpestabile pare quasi deserto fatte salve poche macchiette qua e là a ribadire l'operosità del sito. Un po' più dettagliate, per la visione più ravvicinata, sono le attività a San Giorgio Maggiore con due coppie che discutono negli orti e un gruppetto di persone che si avvia verso l'imbarcadero mentre sul basso fondale verso San Marco due personaggi sono intenti a raccogliere molluschi o granchi dopo aver ancorato la propria barca. Le altre figure sono ovviamente più schematiche come la coppia ai piedi del ponte della Paglia intenti a discutere o richiamare il vicino barcaiolo.
Ma tra le poche altre figure identificabili sono interessanti gli operai dell'arsenale intenti a tagliare, con l'ascia o con la sega, il legname, o quelli intenti a calafatare il fondo di una galea, attività di nuovo rappresentata su due nave da carico davanti alle riva a sud di Castello.

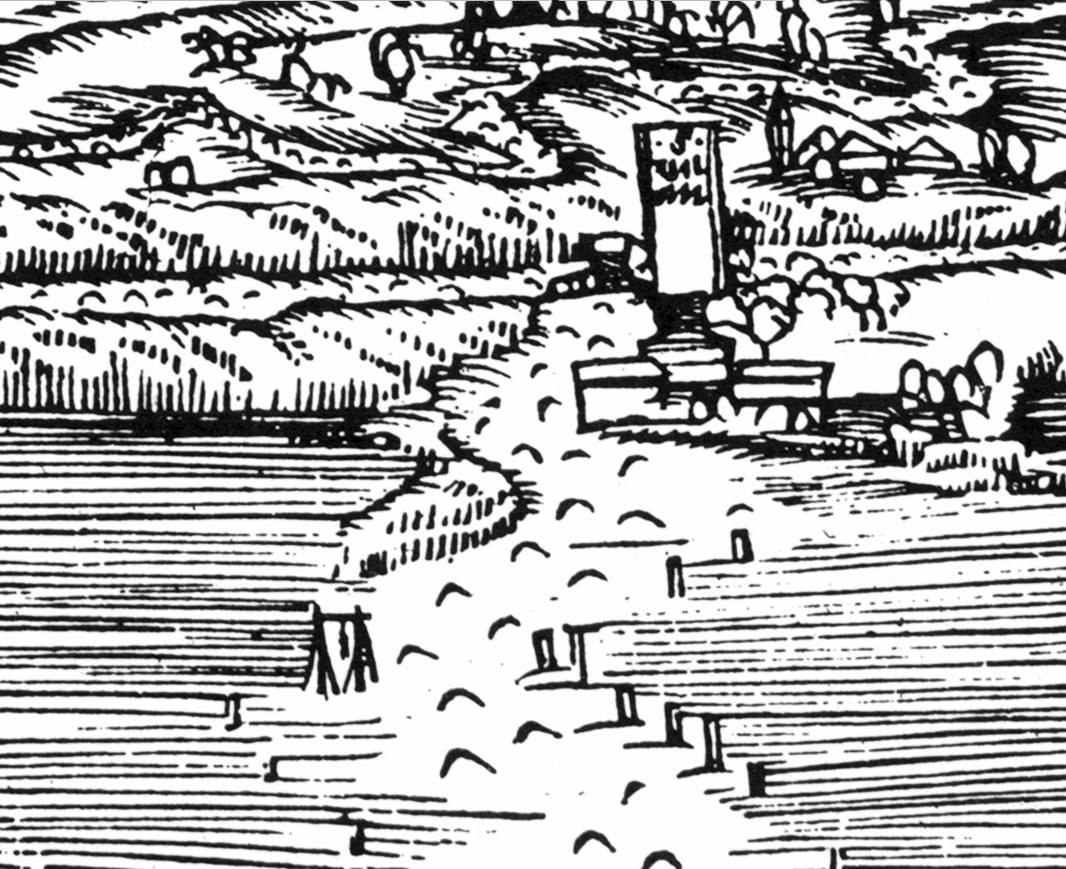
Particolare dell'impiccato vicino alla torre di San Giuliano tra Marghera e Mestre

Altro indice di operosità sono le numerose zattere di tronchi, giunte via fiume dal Cadore, ormeggiate alla sponda nord di Barbaria de le Tole dove si notano anche due macchiette intente a segare un palo in un cortile. Altre ancora, cariche anche di botti, sono ormeggiate a sud, sulla riva a cui daranno appunto il nome di Zattere.
Altre attività marinaresche sono visibili sulle due ben munite caracche alla fonda più a sud di Castello con i marinai arrampicati l'uno su un pennone e altri due sul bompresso mentre un altro ancora attende su una scialuppa.
Una quasi invisibile figura è l'inerte corpo dell'impiccato appeso su una forca ai margini della laguna sul canale di San Secondo che porta da Mestre o Marghera a Venezia. Era uso infatti, non diversamente da quanto accadeva sulle porte delle città d'Europa, appendere lungo questi percorsi le salme dei giustiziati a monito di chi entrava nella città.

### Rilievo e disegno
L'opera rappresenta la città in una visione immaginata da un punto elevato di circa 500 metri sopra l'isola di San Giorgio Maggiore, cosa evidentemente impossibile a quel tempo. Questo processo di realizzazione prospettica ha generato molteplici ipotesi orientate a una realizzazione "scientifica" oppure "artistica" della pianta.
In un articolo firmato da Roberto Bratti nel 1927 ha origine l'ipotesi che un sostanzioso lavoro di più pertegadori (geometri) avessero provveduto ai rilevi sul suolo, con altrettanti dessegnatori che trasferivano e univano i rilievi su carta orientandoli secondo i venti, oltre al lavoro dell'artista che eseguiva il disegno in alzato sul legno dopo aver osservato l'agglomerato urbano da diversi campanili. Un'ipotesi ripresa anche da Pignatti nel 1964.
Juergen Schulz nel 1970 e 1978 sottolineava le evidenti distorsioni per cui la pianta appare allungata verso est e contratta verso ovest — e proprio a occidente sono constatabili un maggior numero di carenze — quasi «come se Jacopo avesse eseguito il disegno procedendo da destra verso sinistra, e si fosse trovato sempre più a corto di spazio via via che si avvicinava al margine sinistro del foglio». Le stesse constatazioni portarono Giorgio Bellavitis a sostenere la volontà di de' Barbari di evidenziare la potenza veneziana ampliando la visione dell'Arsenale e spostando al centro del "quadro" l'area marciana. Ambedue gli studiosi convennero sull'impossibilità di un rilievo planimetrico preliminare ma piuttosto frutto dell'immaginazione artistica,
Sottolinearono anche che in quel periodo non fossero disponibili strumenti adatti al rilievo cittadino ma a questo proposito Piero Falchetta sostenne che una qualche strumentazione potesse essere stata usata: baculo o quadrato geometrico erano stati perfezionati a Norimberga (città di origine del Kolb) da von Peuerbach e i suoi libri e strumenti passarono al suo allievo Regiomontano. Anche se lo scritto di Peuebach sul quadrato geometrico venne pubblicato postumo solo nel 1514, nulla esclude che nell'ambiente intellettuale della città bavarese non fosse rimasta qualche conoscenza degli strumenti descritti i. Questi strumenti di rilevamento a distanza avrebbero potuto essere stati utilizzati a Venezia, ma qui proprio l'uso sperimentale avrebbe indotto alle distorsioni nella fase di rilievo, non dovuta a de' Barbari.
La ricerca dello Iuav, volta alla traduzione informatica dell'oggetto e presentata in occasione della mostra del 1999, rileva come la mappa sia frutto di molteplici osservazioni da vari campanili collazionate in un'unica pianta.
Diversi studi hanno portato una particolare attenzione alle già rilevate curvature di quelle che avrebbero dovuto essere linee orizzontali parallele nella pianta. Schulz le annotava come effetto del montaggio d'immagini isolate riprese da un unico punto ruotando soltanto l'angolo della vista. Altri suggerivano un possibile «risultato del riflesso di una planimetria su una superficie convessa, invertendo un procedimento di proiezione cartografica, al fine di simulare la curvatura terrestre». Infine è stata prospettata la suggestiva ipotesi che la ricostruzione prospettica non fosse il frutto di una prospettiva lineare come insegnato dall'Alberti, quanto di una poco comune e scarsamente codificata proiezione cilindrica, tecnica che comunque poteva essere nota a qualche artista o matematico alla fine del Quattrocento.

### Incisione
La stampa fu realizzata con l'incisione di sei blocchi di legno di pero in un formato che superava quello allora usuale per cui non solo era necessaria l'apposita produzione di fogli carta sufficientemente grandi ma anche l'approntamento di un torchio adatto. Ci sono pervenute tuttavia alcuni esemplari con la stampa frazionata su fogli più piccoli, solitamente su dodici fogli anziché sei ma anche su 24 fogli (Museo Correr e British Museum).
I blocchi, ancora esistenti ed esposti al Museo Correr, sono incisi a filo anziché di testa e sono costituiti dall'assemblaggio con giunti a farfalla di alcuni masselli (da 4 a 8) posti in verticale. La superficie incisa, ed effettivamente stampabile, è inferiore di pochi centimetri rispetto al blocco di base. Le due matrici centrali sono più larghe di circa 9 cm rispetto a quelle laterali.
È plausibile che l'effettiva incisione sia stata eseguita da uno o più incisori. Il metodo più probabile è che il disegno originale sia stato incollato a faccia in giù sui blocchi ed evidenziato rendendo trasparente la carta con una vernice. Seguendo questa traccia l'incisore dapprima definiva i bordi con un affilato coltello o una "lancetta", poi scavava con sgorbie di varie dimensioni le parti destinate a rimanere bianche.

### Stati
Dell'opera vi sono tre stati di stampa. I primi due sono databili al 1500 e al 1514, non è possibile ricostruire con precisione la terza datazione, è considerata comunque del XVI secolo. Il secondo stato riportava la differente raffigurazione del campanile di San Marco dopo l'inaugurazione della nuova cuspide nel 1513, infatti in questi esemplari la torre risulta con una cella campanaria più bassa, cuspidato e sormontato dall'angelo. Di questo secondo stato esistono due varianti: la prima lasciava un'area bianca al posto della data, la seconda vi sostituiva un tratteggio simile a quello delle acque circostanti.
Nel terzo stato i blocchi furono probabilmente rimaneggiati per riportarli alla loro originale versione e con una data ben visibile, visti i rilevanti interventi edilizi effettuati soprattutto nella centrale area marciana che rendevano l'immagine inattuale. Il campanile fu riportato alla copertura provvisoria del 1500 mantenendo però la cella campanaria ridotta e fu reinserito un tassello con una nuova sigla “MD” sotto a “Venetie”, fu però dimenticato l'angelo sul blocco superiore che risulta così galleggiare sulle case.

## Esemplari noti
Anche il numero degli esemplari pervenutici è singolare, a fronte delle esigue quantità di altre cartografie vicine a quell'epoca pervenuteci in uno o due esemplari (quando non soltanto in copie successive), e questo per effetto della eccezionale qualità sempre riconosciuta all'opera. Pignatti nel 1964 ne riuscì a individuare 11 al primo stato, 5 al secondo e 4 al terzo. Schulz nel 1978 segnalò la riscoperta di un altro esemplare al primo stato e 3 al secondo stato. Più di recente (2010) è emerso dalle proprietà private l'esemplare di Minneapolis e non si può escludere che, nel tempo, ne affiorino altri.
Primo stato
1. Amburgo, Kunsthalle (6 fogli)
2. Boston, Museum of Fine Arts (6 fogli)
3. Cleveland Museum of Art (6 fogli)
4. Londra, British Museum (6 fogli)
5. Norimberga, Germanisches Nationalmuseum (6 fogli)
6. Parigi, Biblioteca nazionale di Francia (6 fogli)
7. Venezia, Fondazione Querini Stampalia (6 fogli)
8. Venezia, Museo Correr (6 fogli, foglio C di terzo stato)
9. Venezia, Museo Correr (6 fogli)
10. Venezia, Museo Correr (24 fogli)
11. Venezia, Museo storico navale (6 fogli)
12. Berlino, Kupferstichkabinett, Musei statali di Berlino (6 fogli)[44]
13. Minneapolis Institute of Art (6 fogli)[45]

Secondo stato
1. Londra, British Museum (24 fogli, stato 2B)
2. Venezia, Biblioteca Marciana (6 fogli, stato 2B)
3. Venezia, Museo Correr (12 fogli, stato 2A con aggiunto a penna "MD")
4. Vienna, Albertina (12 fogli?, stato 2B)
5. Washington, National Gallery of Art (12 fogli, stato 2A con aggiunto a penna "MD")
6. Los Angeles, Graphic Arts Foundation, UCLA (stato 2A)
7. Amsterdam, Rijksmuseum, (6 fogli, stato 2B)
8. Università del Texas ad Austin, Austin, Texas (stato 2B)

Terzo stato
1. Firenze, collezione privata, (10 fogli)
2. Venezia, Museo Correr (6 fogli)
3. Venezia, collezione privata (12 fogli)
4. Vienna, Albertina (6 fogli)